# 不二阿祖山太神宮
不二阿祖山太神宮（ふじあそやまだいじんぐう）は、渡邉政男（渡邊聖主）が2009年（平成21年）に設立した山梨県富士吉田市大明見にある神社。「富士山麓に栄えた超古代文明の富士王朝の中心を成した天皇家縁の太神宮」であり、『神皇記』（詳細は後述）に記されている神社の再建を目指していることを、自身のウェブサイトで説明している。
2012年（平成24年）2月28日に宗教法人不二阿祖山太神宮へ改称して山梨県富士吉田市小明見3283番地へ移転、現在は文化庁発行の『宗教年鑑』に神道系の宗教法人として掲載されている。また、富士山太神宮や富士山神社という別称も用いられている。
この神社の信仰は自然の神々を崇拝する自然信仰に基づいており、主に農耕に関連した神事が行われている。
不二阿祖山太神宮を建立することにより、神道の精神と生き方を世に拡げ、神と人と自然が大調和し、感謝と喜びに満ちた惟神の生き方を復活することを趣旨に設立されている。

## 主張・概要
- 公式サイトで『始元神であり唯一神、宇宙の創造神たる「不二太神（富士太神）」を祀る日本最古の神宮である。』[3][8]、「日本で最初に神様をお迎えしたところが、富士山の太神宮 ＝ 不二阿祖山太神宮」[2][9]、「富士山の鬼門にあり噴火のエネルギーの出入りを抑えています」[2][9]と主張している。
- 公式サイトで「不二高天原の御世は、凡そ三百万年前から二百万年前、此の地で国常立太神により興され、元一太神（不二太神）を皇祖皇大神宮 別祖太神宮に祀り、巨石器時代～縄文時代祭政一致の神都として繁栄していく。」[3][8]、「「富士山麓に栄えた超古代文明の富士王朝の中心を成した天皇家縁の太神宮」[2][9]と主張している。これについて一部マスコミは、「200～300万年前の山梨県富士吉田市に天皇を頂点とする「富士王朝」（古代富士王朝）があった」という意味の主張であると報道している[10]。
  - 環境省の公式サイトによると、現生人類であるホモ・サピエンスは40万年～25万年前に現れたとされている[11]。
  - 静岡大学防災総合センターによると、富士山はおよそ10万年前に誕生したと考えられている[12]。
- 不二阿祖山太神宮は「御由緒」として『神皇記』を根拠としており、不二阿祖山太神宮のおもな主張も『神皇記』に基づくものである[3][8]。
  - 『神皇記』は、1921年（大正10年）6月25日に隆文館から発行された、宮下文書をもとに三輪義熈が著した概説書（ダイジェスト版）である[13][14]。宮下文書は1883年（明治16年）に山梨県富士吉田市大明見（旧南都留郡明見村）にある北東本宮小室浅間神社（旧称・阿曽谷宮守神社）の宮司家だった宮下家に伝来した古記録・古文書の総称である。
  - 不二阿祖山太神宮は歴史の中で何度も再建と消失を繰り返しており、現在は復元事業の一環としてその再建が進められている、ということが公式サイトに書かれているが、その根拠となるのも『神皇記』である[2]。
- ジャーナリストの藤倉善郎の取材によると、「渡邉政男・大宮司は、東京の生まれですが富士山の裾野に養子に来て、その後40年間、宮下文書の研究をされてきました。」と不二阿祖山太神宮の担当者は述べている。
- 渡邉政男自身は、宮下文書が発見された宮下家、北東本宮小室浅間神社の宮司の子孫ではない。また、渡邉は、かつて存在したと宮下文書に書かれている阿祖山太神宮の宮司の後継者一族ではなく、神道の神職でもなかった。

### 神道塾
不二阿祖山太神宮崇敬奉賛会員の小学校1年生～大学4年生（中卒・高卒可）を対象として「神道塾」を開催しており、公式サイトでは『神の勉強法で「学び方」や「学ぶ姿勢」を身に付けることで、学校の成績が上がっていきます。』と説明されている。「クラスでの成績の順位が今までは真ん中あたりだったのが、学習塾を辞めて神の勉強法を実践したら4位まで上がりました！（高校2年生・女子）」、「英語の試験の順位がクラスで真ん中くらいでしたが、神の勉強法を実践したところ、学年でトップになりました！（中学生・女子）」などの喜びの声が公式サイトに掲載されている。

### 『ムー』との関係
- 不二阿祖山太神宮は月刊オカルト雑誌『ムー』（学研プラス）の取材に数回応じており、同誌2014年6月号では不二阿祖山太神宮の由緒について、〈なんとこの神社は、『富士古文献』に登場する、かつて富士山麓で繁栄したという超古代王朝の神都に鎮座していた巨大パンテオン「阿祖山太神宮」を、平成の現代に復興させたものなのだ〉と解説されている[16]。
- 前述の渡邉政男は、『ムー』の取材にも写真入りで応じていて、それによれば、渡邉は、2004年頃に富士吉田の土地を取得し、そこでシイタケの原木栽培などを行うつもりだったが、その翌年、大切なシイタケの原木が大量に盗まれてしまったのだという[16]。しかし、渡邉は逆に、盗まれたシイタケの原木108本が仏教の煩悩の数・108と同じであることに〈何か意味がある〉と思い、〈もしかすると、自分が何か間違った行動をとっていることを、仏あるいは神が告げているのではないか──〉と考えた[16]。そして、若い頃から例の『富士古文献』に関心を抱いていたという渡邉は、〈つまり、シイタケの原木栽培用地は、じつは、富士超古代王朝の栄光の記憶をとどめる超弩級の聖地・富士高天原だった──〉というふうに思い、他諸々の理由と合わせて、〈自身が取得した土地が不二阿祖山太神宮の故地であると確信、そしてこの地に太古の神宮を再建することを決意したのだ〉という[16]。
- 『webムー』でも、2022年10月14日に不二阿祖山太神宮が簡単に紹介された[17]。
- 後述の「FUJISAN地球フェスタWA」では、2014、2015、2016年には『ムー』編集長・三上丈晴や八幡書店社主・武田崇元とともに不二阿祖山太神宮や周辺の神社や史跡をめぐるなどする「富士高天原ツアー」を開催した[18][19]。

### 「FUJISAN地球（ちだま）フェスタWA」の開催
不二阿祖山太神宮は、2014年から2025年現在まで毎年開催されているイベント「FUJISAN地球フェスタWA」の親子稲作体験の祭事委託を受けている。「FUJISAN地球フェスタWA」の実行委員長・渡邉政男は、不二阿祖山太神宮の創始者である。

## 祭神
主祭神
- 元主一太御神（元旦神、唯一神、不二太神、元主天御中主太神）
- 御親元主国万造主・国常立太御神

配神
- 天照主大御神
- 天祖・皇祖・人祖・八百万神
- 伊都能売大国魂大国主大御神様
  - 大日大御神様
  - 大月大御神様

## 神職
- 大宮司 - 渡邉政男

富士古代史考古学研究所所長を兼ね、著書に『歴史は国家の最高機密！』（2021年）がある。

## 祭事
元旦初日の出、月霊感謝のみ祭り、新年祭、立春大祭、雛祭り・流し雛奉告祭、お田植え祭、天地四方拝、周年大祭、蛍復活奉告祭、世界恒久平和祈念供養祭、収穫祭、世界鎮火祭、新嘗祭、大宝開良霊祭、他 人生儀礼、各種修復祭。